# الکساندرا چاندو
الکساندرا چاندو (انگلیسی: Alexandra Chando؛ زادهٔ ۲۸ ژوئیهٔ ۱۹۸۶) با تلفظِ صحیحِ اَلِگزاندرا چاندو یک هنرپیشه اهل ایالات متحده آمریکا است. وی از سال ۲۰۰۲ میلادی تاکنون مشغول فعالیت بوده‌است.